# 3-я танковая дивизия (вермахт)
3-я танковая дивизия (нем. 3. Panzer-Division) — тактическое соединение сухопутных войск вооружённых сил нацистской Германии. Принимала участие во Второй мировой войне.

## Формирование
3-я танковая дивизия была сформирована одной из первых вместе с 1-й и 2-й танковыми дивизиями. Датой формирования — 15 октября 1935 года. Место формирования — Берлин. Первым командиром стал генерал-лейтенант Эрнст Фессманн. В её составе было 2 танковых полка: 5-й и 6-й.

## Боевой путь

### Чехословакия
В марте 1939, после оккупации Судетской области, дивизия участвовала в захвате оставшейся Чехословакии. В 8.20 утра 13 марта 1939 года отдельные части достигли Праги, а во второй половине дня подошёл 6-й танковый полк. Два дня спустя танки дивизии возглавили немецкий парад в чешской столице.

### Вторжение в Польшу
К началу второй мировой войны дивизия входила в состав 19-го моторизованного корпуса под командованием Гейнца Гудериана, развёрнутого в Померании. С началом войны корпус Гудериана пересек польский коридор в направлении Восточной Пруссии, отрезая Польшу от Балтийского моря. В авангарде корпуса двигались танки 3-й танковой дивизии, образуя с севера Польши гигантские клещи. 18 сентября южнее Брест-Литовска танки дивизии встретились с танками 22-го моторизованного корпуса, наступавшего с юга.

### Французская кампания
После успешной кампании в Польше, дивизия была переброшена на Западный фронт. В плане разгрома Франции, дивизия должна была действовать в составе группы армии «Б». Она вступала в Бельгию и Нидерланды как часть сил, завлекающих французские войска в Нидерланды. Когда началось наступление во Франции, дивизия наступала западнее Парижа. Во время действий во Франции, дивизия вступала в серьёзные бои с французской 3-й механизированной дивизией. Всего за кампанию, танкисты дивизии заявили о 87 уничтоженных танках противника.

### Восточный фронт
В январе 1941 года дивизия была отозвана в Германию на отдых и переформирование. В это время один из двух танковых полков дивизии — 5-й — был выведен из состава и на его основе была создана 5-я лёгкая дивизия, вошедшая в состав новообразованного Африканского корпуса.
После отдыха и восстановления, дивизия вошла в состав 24-го моторизованного корпуса 2-й танковой группы, включённой в группу армий «Центр».
| № части                   | Pz I (pio) | Pz II | Pz III (3,7cm) | Pz III (5cm) | Pz IV | PzBefWg III | Всего |
| ------------------------- | ---------- | ----- | -------------- | ------------ | ----- | ----------- | ----- |
| Штаб 5-й танковой бригады |            |       |                |              |       | 7           | 7     |
| 6-й танковый полк         |            | 58    | 29             | 81           | 32    | 8           | 208   |
| 39-й саперный батальон    | 13         | 1     |                |              |       |             | 14    |
| Всего                     | 13         | 59    | 29             | 81           | 32    | 15          | 229   |

#### Июнь — июль, 1941
С 22 июня 1941 года — участие в германо-советской войне, в составе 24-го моторизованного корпуса 2-й танковой группы группы армий «Центр».
22 июня 1941 года 03:15. Начало наступления. Артиллерийский огонь. На всём фронте никакого или только слабое сопротивление противника. Мост [через Буг] у Кодень захвачен неповреждённым в результате внезапного налёта.

На участке корпуса возводятся следующие мосты:

09:00      3-я тд у Окоцын [13 км южнее Бреста]  (16 т)

Через взятый неповреждённым мост Кодень тут же отправлена 3-я мотопехотная бригада с одной танковой ротой.— 
22 июня 1941 года 3-я танковая дивизия вела бой на рубеже Ракитница, Радваничи с частью сил мотострелкового и артиллерийского полков 22-й танковой дивизии, которая приводила в порядок танковые и моторизованные подразделения, сосредоточившиеся в районе севернее Жабинки
На рассвете 27 июня 1941 года 3-я танковая дивизия противника возобновила атаки и смогла подойти к линии Омговичи-Калита, где вновь была задержана советскими войсками.
В составе танковой группы дивизия приняла участие во всех основных сражениях на центральном направлении: Минск — Смоленск.

#### Август — сентябрь, 1941
После завершения Смоленского сражения, 2-я танковая группа была развёрнута на юг, где приняла участие в окружении сил Юго-Западного фронта под Киевом.
В результате тяжёлых боёв и маршей количество танков в дивизии сократилось с 200 в июне до 50 в сентябре, большую часть которых составляли лёгкие танки Pz Kpfw II.

#### Октябрь — декабрь, 1941
Немецкая 3-я танковая дивизия 2-й танковой армии прорвала оборону советских войск северо-западнее Мценска, а 18-я танковая дивизия заняла Фатеж.

#### 1942 год
В марте 1942 года 3-я танковая дивизия была выведена из состава группы армий «Центр» и передана в состав 6-й армии. После успешного наступления дивизия была передана в подчинение 1-й танковой армии Клейста из группы армий «А». Летом дивизия в составе 1 ТА наступала в направлении кавказских нефтяных месторождений. После поражения вермахта под Сталинградом (см. Сталинградская битва) возникла угроза окружения 1 ТА на Кубани, но окружения удалось избежать: армия была выведена через Ростов-на-Дону на Украину и включена в состав группы армий «Дон».

#### 1943 год
В мае 1943 года III батальон 6-го танкового полка был расформирован, тогда как I батальон получил к августу новые танки «Пантера».
После неудачи вермахта на Курской дуге, 3-я дивизия была вынуждена отступать по территории Украины вместе с частями группы армий «Юг», в состав которой она теперь входила. В декабре 1943 года, дивизия под командованием ветерана африканских боёв Фрица Байерлейна была окружена в ходе внезапного советского наступления в районе Кировограда. Дивизия предприняла отчаянный прорыв из котла, в результате которого сумела встретиться с деблокирующими войсками, в частности с дивизией «Великая Германия».

### Последние операции
В течение первой половины 1944 года дивизия беспрерывно отступала, прокладывая себе с боями путь на Умань, через Западный Буг и далее в Польшу.
После недолгих совместных действий с разгромленными войсками группы армии «Центр» дивизия пыталась стабилизировать фронт, но в конце концов была переброшена в январе 1945 года в Венгрию. Там она сражалась до апреля, после чего отступила в Австрию, где и сдалась американским войскам.

## Организация

### Август 1939
- 3-я танковая бригада (Panzer-Brigade 3 )
  - 5-й танковый полк (Panzer-Regiment 5)
  - 6-й танковый полк (Panzer-Regiment 6)
- 3-я стрелковая бригада (Schützen-Brigade 3)
  - 3-й стрелковый полк (Schützen-Regiment 3)
  - 3-й мотоциклетный батальон (Kradschützen-Bataillon 3)
- 75-й артиллерийский полк (Artillerie-Regiment 75)
- 3-й разведывательный батальон (Aufklärungs-Abteilung 3)
- 39-й батальон истребителей танков (Panzerabwehr-Abteilung 39)
- 39-й сапёрный батальон (Pionier-Bataillon 39)
- 39-й батальон связи (Nachrichten-Abteilung 39)
- 83-й батальон снабжения (Nachschubtruppen 83)

### Лето 1943
- 6-й танковый полк (Panzer-Regiment 6)
- 3-й моторизованный полк (Panzer-Grenadier-Regiment 3)
- 394-й моторизованный полк (Panzer-Grenadier-Regiment 394)
- 75-й артиллерийский полк (Panzer-Artillerie-Regiment 75)
- 314-й зенитный артиллерийский дивизион (Heeres-Flak-Artillerie-Abteilung 314)
- 543-й противотанковый артиллерийский дивизион (Panzerjäger-Abteilung 543)
- 3-й разведывательный батальон (Panzer-Aufklärungs-Abteilung 3)
- 39-й сапёрный батальон (Panzer-Pionier-Bataillon 39)
- 39-й батальон связи (Panzer-Nachrichten-Abteilung 39)
- 83-й батальон снабжения (Nachschubtruppen 83)

## Командующие
- 15.10.1935 — 01.09.1937 — генерал-лейтенант Эрнст Фессман
- 01.09.1937 — 07.10.1939 — генерал-лейтенант Лео Гейр фон Швеппенбург
- 07.10.1939 — __.09.1940 — генерал-лейтенант Хорст Штумпф
- __.09.1940 — 04.10.1940 — генерал танковых войск Фридрих Кюн
- 04.10.1940 — 13.11.1940 — генерал танковых войск Хорст Штумпф
- 13.11.1940 — 01.10.1941 — генерал-лейтенант Вальтер Модель
- 02.10.1941 — 01.10.1942 — генерал танковых войск Герман Брайт
- 01.10.1942 — 25.10.1943 — генерал-лейтенант Франц Вестхофен
- 25.10.1943 — 05.01.1944 — генерал-лейтенант Фриц Байерлайн
- 05.01.1944 — 25.05.1944 — полковник Рудольф Ланг
- 25.05.1944 — 01.01.1945 — генерал-лейтенант Вильгельм Филипс
- 01.01.1945 — 19.04.1945 — генерал-майор Вильгельм Зот
- 19.04.1945 — 08.05.1945 — полковник Фолькмар Шёне

## Награждённые Рыцарским крестом Железного креста

### Рыцарский Крест Железного креста (42)
- Эрнст-Георг Бухтеркирх, 29.06.1940 — обер-лейтенант, командир взвода 2-й роты 6-го танкового полка
- Фридрих Кюн, 04.07.1940 — генерал-майор, командир 3-й танковой бригады
- Ганс Кратценберг, 15.08.1940 — майор, командир 3-го батальона 3-го стрелкового полка
- Герман Циммерман, 04.09.1940 — майор, командир 2-го батальона 3-го стрелкового полка
- Вилли Модер, 28.11.1940 — унтер-офицер, командир отделения 6-й роты 3-го стрелкового полка
- Фриц Байгель, 09.07.1941 — майор, командир 39-го сапёрного батальона
- Вальтер Модель, 09.07.1941 — генерал-лейтенант, командир 3-й танковой дивизии
- Герхард Райнике, 09.07.1941 — фельдфебель 2-й роты 6-го танкового полка
- Фердинанд Шнайдер-Костальски, 09.07.1941 — капитан, командир 3-го батальона 6-го танкового полка
- Альберт Блайх, 24.07.1941 — обер-фельдфебель, командир взвода 12-й роты 6-го танкового полка
- Артур Беккер, 25.08.1941 — унтер-офицер, командир отделения 7-й роты 394-го стрелкового полка
- Тило фон Вертерн, 08.09.1941 — обер-лейтенант, командир 3-й роты 394-го стрелкового полка
- Герберт Мюллер, 08.09.1941 — майор, командир 2-го батальона 394-го стрелкового полка
- Георг Штёрк, 22.09.1941 — лейтенант резерва, командир саперного взвода штабной роты 394-го стрелкового полка
- Ульрих Клееман, 13.10.1941 — полковник, командир 3-й стрелковой бригады
- Гюнтер Папе, 10.02.1942 — майор, командир 2-го мотоциклетного батальона
- Фридрих Брандт, 20.08.1942 — обер-лейтенант, командир 3-й роты 39-го сапёрного батальона
- Эрнст Велльман, 02.09.1942 — оберстлейтенант, командир 1-го батальона 3-го моторизованного полка
- Вальтер Танк, 24.09.1942 — обер-лейтенант резерва, командир 6-й роты 3-го моторизованного полка
- Эрнст Крузе, 06.10.1942 — обер-фельдфебель, командир взвода 7-й роты 3-го моторизованного полка
- Густав-Альбрехт Шмидт-Отт, 07.10.1942 — оберстлейтенант, командир 6-го танкового полка
- Ханс Эрдман, 10.12.1942 — капитан, командир 1-го батальона 3-го моторизованного полка
- Хеннеке Фолькенс, 17.12.1942 — капитан, командир 7-й роты 6-го танкового полка
- Йоахим Диттмер, 03.04.1943 — капитан, командир 1-го батальона 3-го моторизованного полка
- Герхард Штайнфюрер, 08.05.1943 — обер-фельдфебель, командир взвода 2-й роты 394-го моторизованного полка
- Курт Дайхен, 10.09.1943 — капитан резерва, командир 3-го разведывательного батальона
- Арно Таулин, 18.10.1943 — обер-лейтенант, командир 7-й роты 6-го танкового полка
- Франц Вестхофен, 25.10.1943 — генерал-лейтенант, командир 3-й танковой дивизии
- Йоганн Эггерс, 14.12.1943 — унтер-офицер, наводчик 7-й роты 6-го танкового полка
- Хелльмут Швинг, 30.12.1943 — майор, командир 39-го сапёрного батальона
- Густав Пешке, 15.01.1944 — майор, командир 2-го батальона 394-го моторизованного полка
- Карл-Хайнц Зорге, 07.02.1944 — обер-лейтенант, командир 5-й роты 6-го танкового полка
- Отто Бюргер, 14.04.1945 — обер-лейтенант, командир 1-й роты 3-го моторизованного полка
- Курт Шульце, 14.04.1945 — майор, командир 1-го батальона 3-го моторизованного полка
- Пауль-Георг Клеффель, 14.05.1944 — обер-лейтенант резерва, командир 4-й роты 3-го разведывательного батальона
- Отто Лемп, 14.05.1944 — капитан резерва, командир 2-й батареи 75-го танкового артиллерийского полка
- Карл-Хайнц Дитрих, 26.06.1944 — капитан резерва, командир 2-го батальона 3-го моторизованного полка
- Рихард Гёрлих, 04.07.1944 — унтер-офицер, командир отделения 1-й роты 394-го моторизованного полка
- Мартин Вейман, 10.02.1945 — оберстлейтенант, командир 3-го моторизованного полка
- Вильгельм Филиппс, 05.03.1945 — генерал-лейтенант, командир 3-й танковой дивизии
- Вернер Ширп, 28.03.1945 — капитан, командир 4-й роты 6-го танкового полка
- Рудольф Фляйшер, 09.05.1945 — майор, командир 314-го зенитно-артиллерийского дивизиона

### Рыцарский Крест Железного креста с Дубовыми листьями (5)
- Эрнст-Георг Бухтеркирх (№ 44), 31.12.1941 — обер-лейтенант, командир 2-й роты 6-го танкового полка
- Герман Брайт (№ 69), 31.01.1942 — генерал-майор, командир 3-й танковой дивизии
- Эрнст Крузе (№ 245), 17.05.1943 — обер-фельдфебель, командир взвода 7-й роты 3-го моторизованного полка
- Гюнтер Папе (№ 301), 15.09.1943 — полковник, командир 394-го моторизованного полка
- Эрнст Велльман (№ 342), 30.11.1943 — оберстлейтенант, командир 3-го моторизованного полка